# 抵母河大桥
抵母河大桥是贵州六盘水水城县董地街道的一座悬索桥，位于G56杭瑞高速毕节至都格段，桥面距离水面高约360米（1,180英尺）是世界上桥面高度最高的悬索桥之一，2016年建成通车。